# Jussi Jalas
Armas Jussi Veikko Jalas (till 1943 Blomstedt), född 23 juni 1908 i Jyväskylä, död 11 oktober 1985 i Helsingfors, var en finländsk dirigent. Han var bror till arkitekten Aulis Blomstedt.
Jalas var dirigent vid Finlands nationalteater 1930–1945 och vid Finlands nationalopera 1945–1973 (överkapellmästare från 1958). Han var 1934–1956 dirigent för Helsingfors teaterorkester och undervisade 1945–1965 vid Sibelius-Akademin. Han var gästdirigent utomlands flera gånger och komponerade sånger samt scen- och filmmusik. År 1981 utgav han memoarerna Elämäni teemat.
Han förlänades professors titel 1965.